# Šešupė
Lo Šešupė (; in russo Шешупе?, in tedesco Scheschup(p)e, in polacco Szeszupa) è un fiume della Polonia (27 km), Lituania (158 km) e della Russia (62 km), affluente di sinistra del Nemunas.

## Corso del fiume

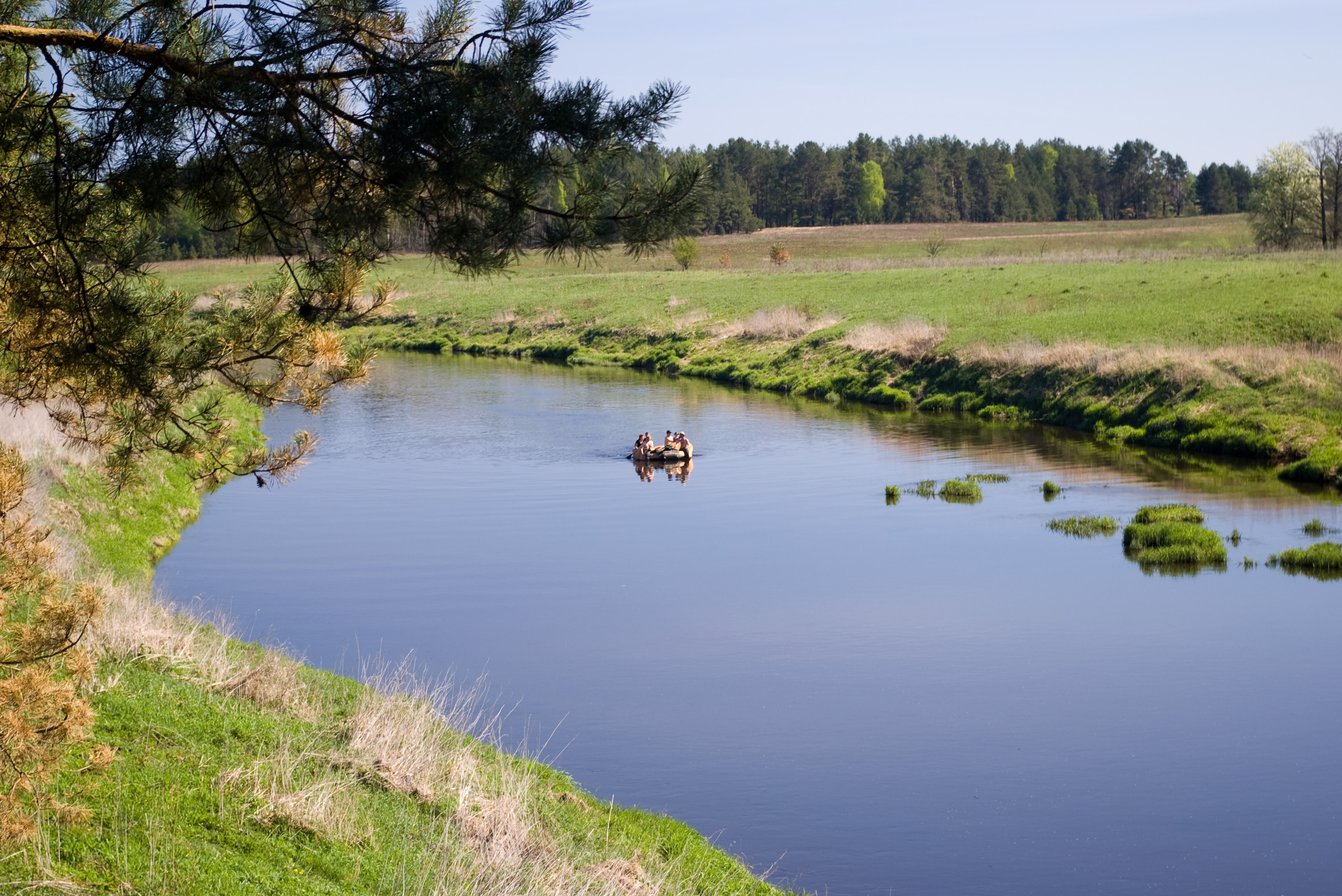
Lo Šešupė nel Nemanskij rajon, nell'oblast' di Kaliningrad.

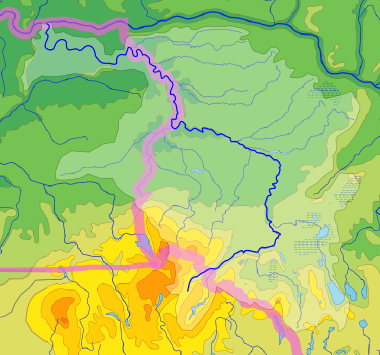
Il bacino idrografico dello Šešupė.

Lo Šešupė nasce in Polonia, nel villaggio di Szeszupka (Šešupka in lituano), nei pressi del confine con la Lituania, e scorre poi verso nord-est in una profonda valle. Dopo 158 km in Lituania il fiume segna per 51 km il confine con l'exclave russa di Kaliningrad. Dopo un breve tratto in territorio russo lo Šešupė confluisce nel fiume Nemunas nei pressi della cittadina di Neman sul confine russo-lituano.
I principali centri abitati lungo  il corso del fiume sono Kudirkos Naumiestis, Pilviškiai, Marijampolė e Kalvarija (ordinati dalla foce alla fonte del fiume).
Lo Šešupė è il quarto fiume della Lituania per lunghezza dopo il Nemunas (937 km, di cui 475 in Lituania), il Neris (510 km, di cui 235 in Lituania) e il Venta (346 km, di cui 161 in Lituania).
Il deflusso annuo del fiume è distribuito per il 45% in primavera, 10% in estate, 18% in autunno, 27% in inverno. L'altezza del livello dell'acqua è mediamente 2,5 m a Kalvarija, 3,8 m a Marijampole e 7,0 m a Kudirka Naumiestis.
Lo Šešupė di solito congela a fine dicembre e si libera dai ghiacci tra marzo e metà aprile, rimanendo congelato per una media di 75 giorni. Lo spessore del ghiaccio più alto a Šešupė è stato registrato nel 1954 (102 cm, a Kalvarija) e nel 1947 (68 cm a Marijampolė e 58 cm a Kudirka Naumiestis). La più lunga durata del ghiaccio è stata registrata nel 1941 (147 giorni).

## Storia
Per molto tempo lo Šešupė ha rivestito un ruolo importante nella geografia della regione.
Nel XV secolo, lo Šešupė, insieme agli affluenti Širvinta e Liepona, segnava il confine tra lo Stato dei Cavalieri Teutonici a ovest e il Granducato di Lituania a est. Con l'evoluzione della geografia politica dell'Europa nord-orientale il fiume rappresentò la frontiera tra l'Impero tedesco e quello russo.
Con l'avvento e la presa di potere del nazionalsocialismo in Germania, i toponimi in lingua locale soprattutto in Prussia Orientale furono oggetto di un processo di germanizzazione. Nel 1938 parecchi nomi di luoghi con antiche radici prussiane, lituane o polacco-masuriane vennero arbitrariamente sostituiti con altrettanti in lingua tedesca; lo Šešupė venne quindi ribattezzato Ostfluss ("fiume orientale").